# Nordborg Amt
Nordborg Amt var et amt i den østlige del af Hertugdømmet Slesvig før 1864. I de fleste henseender fungerede det dog mere eller mindre som en del af Sønderborg Amt. Nordborg Amt omfattede:
- Als Nørre Herred
- Flækken Nordborg
- Ærø Herred
- Købstaden Ærøskøbing

Ved fredsslutningen 1864 blev amtet delt, idet Ærø blev overført fra Hertugdømmet Slesvig til Kongeriget Danmark og lagt ind under Svendborg Amt. Den resterende del af amtet, dvs. Als Nørre Herred med flækken Nordborg blev herefter endegyldigt lagt under Sønderborg Amt.

## Amtmænd
Denne liste er ufuldstændig; hjælp gerne med at udfylde den.
- 1730-1748: Holger Skeel
- 17??-1790: Nicolaus Otto von Pechlin
- 1790-1803: Johann von Döring
- 1805-1819: Frederik August von Linstow
- 1819-1830: Frederik Christian von Krogh
- 1830-1843: Ernst Rantzau
- 1843-1846: Carl Scheel-Plessen
- 1846-1850: C.G.W. Johannsen